# Monte Samat
Monte Samat é uma pequena montanha na província de Bataan, situada na ilha de Luzon, nas Filipinas. Junto com a fortaleza de Corregedor, o monte foi palco dos mais violentos combates entre filipinos, norte-americanos e as tropas japonesas que invadiram o país em dezembro de 1941, durante a II Guerra Mundial.
Após sofrerem pesadas baixas durante a luta na ilha de Luzon, as tropas aliadas recuaram para a Península de Bataan para se reagruparem e fazer um último, mas fracassado, cinturão de defesa das ilhas. Após uma dura batalha de três dias, mais de 70 000 soldados se renderam ao exército japonês invasor em 9 de abril de 1942, no que foi e ainda é a maior rendição em massa de forças de combate norte-americanas numa guerra.
O monte é hoje um memorial onde uma grande cruz branca se levanta como uma silenciosa lembrança daqueles que ali morreram.O memorial também é uma atração turística junto com um museu de guerra instalado no local, que possui uma grande variedade de pinturas dos heróis filipinos que ali morreram e de armamentos usados por japoneses e norte-americanos durante os combates ali travados.